# Національний парк Ісе-Сіма
Національний парк Ісе-Сіма (яп. 伊勢志摩国立公園, Ise-Shima Kokuritsu Kōen) — національний парк у префектурі Міє, Японія. Він характеризується своїм узбережжям ріа та островами, розкиданими навколо кількох заток. Внутрішня частина горбиста з горою Асама-ґа-таке (555 метрів (1821 фут) найвища вершина.

## Природні зони
- Бухта Аґо
- Камішіма
- Кашіко-дзіма
- Кодзукумі-дзіма
- Затока Ґокашо
- Бухта Матойя
- Гора Асама-ґа-таке 555 метрів (1 821 фут)
- Тошідзіма

## Культурні пам'ятки
- Ісе Джінгу
- Меото Іва
- Kongōshō-ji

## Споріднені муніципалітети
- Ісе
- Тоба
- Сіма
- Мінамі-Ісе[4][5]